# Helicascus kanaloanus
Helicascus kanaloanus är en svampart som beskrevs av Kohlm. 1969. Helicascus kanaloanus ingår i släktet Helicascus, ordningen Pleosporales, klassen Dothideomycetes, divisionen sporsäcksvampar och riket svampar.   Inga underarter finns listade i Catalogue of Life.